# 상하위 관계

상위와 하위의 관계를 나타낸 예시

언어학, 시맨틱스, 일반의미론, 온톨로지에서 하위개념(hyponymy)은 아류형(subtype)을 나타내고 상위개념(hypernym 또는 hyperonym)는 상위형(supertype)을 나타낸다. 여기서 상위는 포괄적 용어(umbrella term, blanket term)라고도 부른다. 다시 말해, 하위의 의미장은 상위의 의미장 안에 포함된다.
더 단순한 용어로 말하자면, 하위는 상위의 관계형이다. 예를 들어 비둘기, 까마귀, 독수리, 갈매기는 모두 새의 하위에 속한다. 이들의 상위 그 자체는 상위에 속하는 동물의 하위이다.

## 같이 보기
- 다의어
- 동의어
- 분류 체계
- 워드넷